# Madhuca vulcanica
Madhuca vulcanica är en tvåhjärtbladig växtart som först beskrevs av Henry Nicholas Ridley, och fick sitt nu gällande namn av Pieter van Royen. Madhuca vulcanica ingår i släktet Madhuca och familjen Sapotaceae.
Artens utbredningsområde är Sumatera. Inga underarter finns listade i Catalogue of Life.